# Pewabic Pottery

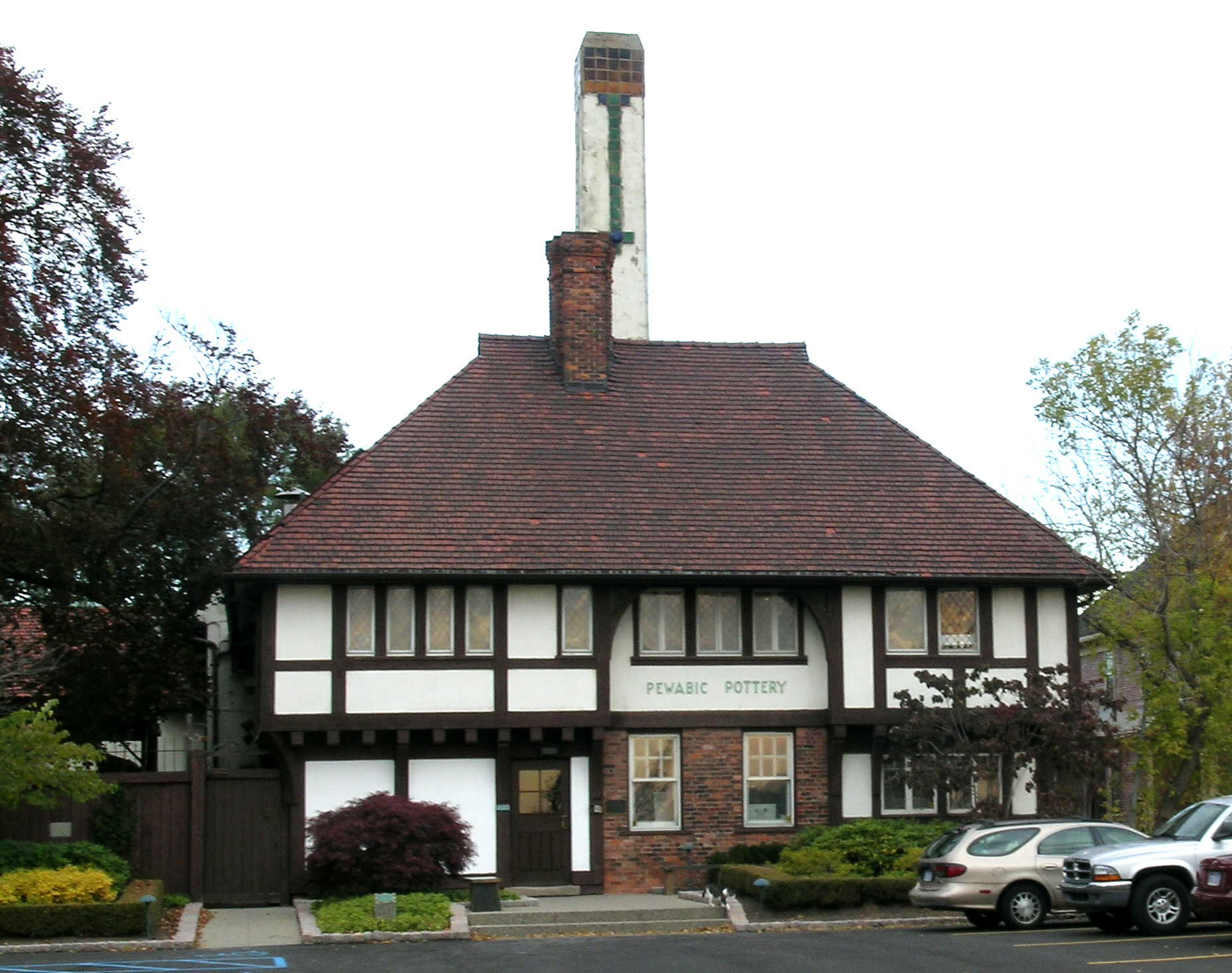
Pewabic Pottery, Detroit, 2008

Die Pewabic Pottery in Detroit, Michigan, ist eine Keramikmanufaktur, die für ihre irisierenden Glasuren auf Zierkeramik und Architekturfliesen bekannt ist.

## Geschichte
Pewabic Pottery wurde 1903 von der Künstlerin und Pädagogin Mary Chase Perry (später Stratton) zusammen mit Horace James Caulkins, einem Spezialisten für Hochtemperaturöfen, gegründet. Caulkins entwickelte den sogenannten Revelation-Kiln, während Perry die künstlerische Leitung übernahm. Der Name Pewabic leitet sich vom Ojibwa-Wort wabic ab, was Metall oder Eisen bedeutet. Perry wählte den Namen in Anlehnung an die Pewabic-Kupfermine in der Upper Peninsula von Michigan, wo ihr Vater als Arzt arbeitete. Ursprünglich in einem Kutschenhaus im Detroiter Stadtteil Brush Park untergebracht, zog die Manufaktur 1907 in ein neues Gebäude an der East Jefferson Avenue um, das von den Architekten William B. Stratton und Frank D. Baldwin im Tudor-Revival-Stil entworfen worden war. Mary Chase Perry heiratete William Stratton im Jahr 1917. Nach ihrem Tod im Alter von 94 Jahren wurde die Pewabic Pottery 1965 der Michigan State University übergeben und 1981 von der gemeinnützigen Pewabic Society übernommen, die das Erbe der Keramikkunst und -ausbildung fortführt.

## Architektur
Das Gebäude der Pewabic Pottery in der 10125 East Jefferson Avenue in Detroit wurde 1907 im Tudor-Revival-Stil erbaut und ist eines der ältesten ununterbrochen betriebenen Keramikstudios in den Vereinigten Staaten. Sie wurde am 4. Dezember 1991 als National Historic Landmark anerkannt.